# Prslook Band
Прслук бенд (основан крајем 1994. год. у Нишу) је нишко-београдска поп-рок група коју су до краја 2001. године сачињавали браћа Никица и Сандро (Александар) Марковић и Влада Милутиновић.
Наиме, овом бенду је претходио бенд „Од срца“ („From the heart“) основан 1987. године у Сплиту који је наступао као предгрупа на концертима Динe Дворника. Током рата браћа Марковић се селе у Ниш и у договору са Владом крећу у освајање поп-рок сцене Србије.
Најпре су почели са рок музиком, да би крајем деведесетих прешли у поп воде. Аутори су бројних хитова и добитници многих признања. Година 1999. се сматра врхунцем њихове каријере јер су тада објавили албум „Објективне лажи“ и истоимену песму коју сматрају њиховом личном картом.
Након што је Влада отишао из групе, Никица и Сандро објављују још један албум после кога је уследила четворогодишња пауза. У новембру 2007. године се враћају на сцену са хитом „Летња шема“.
Иначе, чланови групе имају своје професионалне каријере, тако да је Никица специјалиста физикалне медицине и рехабилитације и има ординацију у Нишу, а Сандро је специјалиста спортске медицине и ради као начелник одељења спортске медицине у болници „Острог“ у Београду, а Влада Милутиновић је инжењер тона.
Осим тога, Сандро већ 15 година успешно води емисију „Prslook again“ која се емитује на многобројним телевизијама у Србији, а и шире.
Поред тога што су аутори скоро свих својих песама, писали су песме за Аријану, Јеллену, Милу Арсић, итд.

## Дискографија
1. 1990. - Хиљаде миља између нас (овај албум је објавила група „Од срца“)
2. 1995. - Са мало мање сна (ПГП-РТС)
3. 1997. - Друга страна мора (ПГП-РТС)
4. 1999. - Објективне лажи (Сити рекордс)
5. 2000. - Пусти перје нека лети (Сити рекордс)
6. 2002. - Со на рану (Сити рекордс)
7. 2006. - The best of videos (Art medica production)
8. 2007. - Сингл „Летња шема“
9. 2019. - Бог и шеширџија - (К::ЦН рекордс)